# Winspace Orange Seal
L'equip Winspace Orange Seal és un equip de ciclisme femení francès.

## Història
Es creà el 2013 amb el nom DN 17 i, fins al 2018, competí en categoria regional amb els noms DN 17 Poitou-Charentes (2015 i 2016) i DN 17 Nouvelle-Aquitanie (2017 i 2018); però el 2019 feu el salt al professionalisme amb el nom Charente-Maritime Women Cycling i esdevingué un equip UCI. Durant aquesta temporada, Gladys Verhulst s'imposà a La Picto-Charentaise i aconseguí la primera victòria professional de l'equip.
A la temporada 2020 esdevé de categoria UCI Women's ProTeam, la segona divisió del ciclisme femení, i passa a anomenar-se Stade Rochelais Charente-Maritime. El 2024 canvia de nom a Winspace i el 2025 incorpora un nou espònsor, passant a anomenar-se Winspace Orange Sea.

## Classificacions UCI
Aquesta taula mostra la plaça de l'equip a la classificació de la Unió Ciclista Internacional a final de temporada i també la millor ciclista en la classificació individual de cada temporada.
| Rànquing UCI | Rànquing UCI     | Rànquing UCI                      | Rànquing UCI |
| Any          | Rànquing d'equip | Millor ciclista al rànquing       |              |
| ------------ | ---------------- | --------------------------------- | ------------ |
| 2019         | 44è              | Gladys Verhulst (280è)            |              |
| 2020         | 37è              | Manon Souyris (311è)              |              |
| 2021         | 23è              | India Grangier (150è)             |              |
| 2022         | 36è              | Frances Janse van Rensburg (225è) |              |
| 2023         | 35è              | Lotte Claes (172è)                |              |
| 2024         | 32è              | Karolina Perekitko (97è)          |              |
|              |                  |                                   |              |
| Font: UCI    |                  |                                   |              |

La taula següent mostra el rànquing de l'equip a la UCI World Tour femení, així com la seva millor ciclista en el rànquing individual.
| UCI World Tour | UCI World Tour   | UCI World Tour              | UCI World Tour |
| Any            | Rànquing d'equip | Millor ciclista al rànquing |                |
| -------------- | ---------------- | --------------------------- | -------------- |
| 2020           | 28è              | Noémie Abgrall (135è)       |                |
| 2021           | 30è              | India Grangier (128è)       |                |
| 2023           | 36è              | Lotte Claes (257è)          |                |
| 2024           | -                | Aurela Nerlo (204è)         |                |
|                |                  |                             |                |
| Font: UCI      |                  |                             |                |

## Composició de l'equip
| 2025                   | 2025              | 2025        | 2025 | 2025 | 2025 | 2025 |  | \| Llista de l'equip 2023 \| Llista de l'equip 2023 \| Llista de l'equip 2023 \| Llista de l'equip 2023 \| \| Ciclista \| Data de naixement \| Equip previ \| \| \| ---------------------- \| ---------------------- \| ---------------------- \| ---------------------- \| \| \| \| \| \| \| Font: UCI \| \| \| \| |
| Llista de l'equip 2023 |                   |             |      |      |      |      |  | |
| Ciclista               | Data de naixement | Equip previ |      |      |      |      |  | |
|                        |                   |             |      |      |      |      |  | |
| Font: UCI              |                   |             |      |      |      |      |  | |

| \| Llista de l'equip 2024 \| Llista de l'equip 2024 \| Llista de l'equip 2024 \| Llista de l'equip 2024 \| \| Ciclista \| Data de naixement \| Equip previ \| \| \| ---------------------- \| ---------------------- \| ------------------------------------ \| ---------------------- \| \| Noémie Abgrall \| 1 de desembre de 1999 \| Breizh Ladies (2018) \| \| \| Marine Allione \| 7 de abril de 2001 \| VC Morteau Montbenoit (2021) \| \| \| Julia Aubry \| 24 de gener de 1999 \| Chambéry Cyclisme Compétition (2023) \| \| \| Floraine Bernard \| 23 de març de 2003 \| Centre Val de Loire (2023) \| \| \| Lucie Liboreau \| 7 de setembre de 2002 \| Arkéa Pro Cycling Team (2023) \| \| \| Aurela Nerlo \| 11 de febrer de 1998 \| Massi Tactic (2023) \| \| \| Karolina Perekitko \| 1 de octubre de 1998 \| Team Groupe Abadie (2023) \| \| \| Tang Xin \| 7 de gener de 2001 \| \| \| \| Constance Valentin \| 19 de març de 1998 \| Sprinter Nice Métropole (2023) \| \| \| Luyao Zeng \| 30 de març de 1998 \| \| \| \| \| \| \| \| \| Font: ProCyclingStats \| \| \| \| |                       |                                      |  |
| Llista de l'equip 2024 |                       |                                      |  |
| Ciclista | Data de naixement     | Equip previ                          |  |
| Noémie Abgrall | 1 de desembre de 1999 | Breizh Ladies (2018)                 |  |
| Marine Allione | 7 de abril de 2001    | VC Morteau Montbenoit (2021)         |  |
| Julia Aubry | 24 de gener de 1999   | Chambéry Cyclisme Compétition (2023) |  |
| Floraine Bernard | 23 de març de 2003    | Centre Val de Loire (2023)           |  |
| Lucie Liboreau | 7 de setembre de 2002 | Arkéa Pro Cycling Team (2023)        |  |
| Aurela Nerlo | 11 de febrer de 1998  | Massi Tactic (2023)                  |  |
| Karolina Perekitko | 1 de octubre de 1998  | Team Groupe Abadie (2023)            |  |
| Tang Xin | 7 de gener de 2001    |                                      |  |
| Constance Valentin | 19 de març de 1998    | Sprinter Nice Métropole (2023)       |  |
| Luyao Zeng | 30 de març de 1998    |                                      |  |
| |                       |                                      |  |
| Font: ProCyclingStats |                       |                                      |  |

| \| Llista de l'equip 2023 \| Llista de l'equip 2023 \| Llista de l'equip 2023 \| Llista de l'equip 2023 \| \| Ciclista \| Data de naixement \| Equip previ \| \| \| ---------------------- \| ---------------------- \| ---------------------- \| ---------------------- \| \| \| \| \| \| \| Font: UCI \| \| \| \| |                   |             |  |
| Llista de l'equip 2023 |                   |             |  |
| Ciclista | Data de naixement | Equip previ |  |
| |                   |             |  |
| Font: UCI |                   |             |  |

| \| Llista de l'equip 2022 \| Llista de l'equip 2022 \| Llista de l'equip 2022 \| Llista de l'equip 2022 \| \| Ciclista \| Data de naixement \| Equip previ \| \| \| -------------------------- \| ---------------------- \| ------------------------------ \| ---------------------- \| \| Noémie Abgrall \| 1 de desembre de 1999 \| Breizh Ladies (2018) \| \| \| Marine Allione \| 7 de abril de 2001 \| VC Morteau Montbenoit (2021) \| \| \| Marion Colard \| 7 de abril de 1996 \| St Michel-Auber 93 (2021) \| \| \| Séverine Eraud \| 24 de febrer de 1995 \| Doltcini-Van Eyck Sport (2019) \| \| \| India Grangier \| 5 de gener de 2000 \| \| \| \| Natalie Grinczer \| 15 de novembre de 1993 \| Cams Basso (2021) \| \| \| Frances Janse van Rensburg \| 10 de gener de 2001 \| World Cycling Centre (2021) \| \| \| Anastassia Kalessava \| 2 de juny de 2000 \| World Cycling Centre (2021) \| \| \| Kristina Nenadovic \| 1 de abril de 2002 \| St Michel-Auber 93 (2021) \| \| \| Arianna Pruisscher \| 7 de agost de 1998 \| S-bikes Bodhi (2021) \| \| \| Manon Souyris \| 30 de juny de 1993 \| Bio Frais (2019) \| \| \| Maëva Squiban \| 19 de març de 2002 \| \| \| \| \| \| \| \| \| Font: UCI \| \| \| \| |                        |                                |  |
| Llista de l'equip 2022 |                        |                                |  |
| Ciclista | Data de naixement      | Equip previ                    |  |
| Noémie Abgrall | 1 de desembre de 1999  | Breizh Ladies (2018)           |  |
| Marine Allione | 7 de abril de 2001     | VC Morteau Montbenoit (2021)   |  |
| Marion Colard | 7 de abril de 1996     | St Michel-Auber 93 (2021)      |  |
| Séverine Eraud | 24 de febrer de 1995   | Doltcini-Van Eyck Sport (2019) |  |
| India Grangier | 5 de gener de 2000     |                                |  |
| Natalie Grinczer | 15 de novembre de 1993 | Cams Basso (2021)              |  |
| Frances Janse van Rensburg | 10 de gener de 2001    | World Cycling Centre (2021)    |  |
| Anastassia Kalessava | 2 de juny de 2000      | World Cycling Centre (2021)    |  |
| Kristina Nenadovic | 1 de abril de 2002     | St Michel-Auber 93 (2021)      |  |
| Arianna Pruisscher | 7 de agost de 1998     | S-bikes Bodhi (2021)           |  |
| Manon Souyris | 30 de juny de 1993     | Bio Frais (2019)               |  |
| Maëva Squiban | 19 de març de 2002     |                                |  |
| |                        |                                |  |
| Font: UCI |                        |                                |  |

| \| Llista de l'equip 2021 \| Llista de l'equip 2021 \| Llista de l'equip 2021 \| Llista de l'equip 2021 \| \| Ciclista \| Data de naixement \| Equip previ \| \| \| --------------------------------------- \| ---------------------- \| ------------------------------------------- \| ---------------------- \| \| Noémie Abgrall \| 1 de desembre de 1999 \| Breizh Ladies (2018) \| \| \| Marine Allione (1 de set–31 de des) \| 7 de abril de 2001 \| VC Morteau Montbenoit (2021) \| \| \| Marion Colard (1 de set–31 de des) \| 7 de abril de 1996 \| \| \| \| Coralie Demay \| 10 de octubre de 1992 \| FDJ-Nouvelle Aquitaine-Futuroscope (2019) \| \| \| Séverine Eraud \| 24 de febrer de 1995 \| Doltcini-Van Eyck Sport (2019) \| \| \| Annabel Fisher \| 19 de setembre de 1989 \| Cogeas-Mettler-Look Pro Cycling Team (2020) \| \| \| India Grangier \| 5 de gener de 2000 \| \| \| \| Elodie Le Bail \| 22 de maig de 1990 \| \| \| \| Célia Le Mouel \| 20 de juliol de 2000 \| Breizh Ladies (2019) \| \| \| Melanie Maurer \| 17 de juny de 1988 \| \| \| \| Arianna Pruisscher (4 de jul–31 de des) \| 7 de agost de 1998 \| S-bikes Bodhi (2021) \| \| \| Noemi Rüegg \| 19 de abril de 2001 \| Cogeas-Mettler-Look Pro Cycling Team (2020) \| \| \| Manon Souyris \| 30 de juny de 1993 \| Bio Frais (2019) \| \| \| Maëva Squiban \| 19 de març de 2002 \| \| \| \| \| \| \| \| \| Font: UCI \| \| \| \| |                        |                                             |  |
| Llista de l'equip 2021 |                        |                                             |  |
| Ciclista | Data de naixement      | Equip previ                                 |  |
| Noémie Abgrall | 1 de desembre de 1999  | Breizh Ladies (2018)                        |  |
| Marine Allione (1 de set–31 de des) | 7 de abril de 2001     | VC Morteau Montbenoit (2021)                |  |
| Marion Colard (1 de set–31 de des) | 7 de abril de 1996     |                                             |  |
| Coralie Demay | 10 de octubre de 1992  | FDJ-Nouvelle Aquitaine-Futuroscope (2019)   |  |
| Séverine Eraud | 24 de febrer de 1995   | Doltcini-Van Eyck Sport (2019)              |  |
| Annabel Fisher | 19 de setembre de 1989 | Cogeas-Mettler-Look Pro Cycling Team (2020) |  |
| India Grangier | 5 de gener de 2000     |                                             |  |
| Elodie Le Bail | 22 de maig de 1990     |                                             |  |
| Célia Le Mouel | 20 de juliol de 2000   | Breizh Ladies (2019)                        |  |
| Melanie Maurer | 17 de juny de 1988     |                                             |  |
| Arianna Pruisscher (4 de jul–31 de des) | 7 de agost de 1998     | S-bikes Bodhi (2021)                        |  |
| Noemi Rüegg | 19 de abril de 2001    | Cogeas-Mettler-Look Pro Cycling Team (2020) |  |
| Manon Souyris | 30 de juny de 1993     | Bio Frais (2019)                            |  |
| Maëva Squiban | 19 de març de 2002     |                                             |  |
| |                        |                                             |  |
| Font: UCI |                        |                                             |  |

| \| Llista de l'equip 2020 \| Llista de l'equip 2020 \| Llista de l'equip 2020 \| Llista de l'equip 2020 \| \| Ciclista \| Data de naixement \| Equip previ \| \| \| ---------------------- \| ---------------------- \| ----------------------------------------- \| ---------------------- \| \| Noémie Abgrall \| 1 de desembre de 1999 \| Breizh Ladies (2018) \| \| \| Alice Cobb \| 31 de juliol de 1995 \| Tibco-Silicon Valley Bank (2019) \| \| \| Alice Coutinho \| 13 de setembre de 2000 \| Bio Frais (2019) \| \| \| Coralie Demay \| 10 de octubre de 1992 \| FDJ-Nouvelle Aquitaine-Futuroscope (2019) \| \| \| Séverine Eraud \| 24 de febrer de 1995 \| Doltcini-Van Eyck Sport (2019) \| \| \| India Grangier \| 5 de gener de 2000 \| \| \| \| Sarah Inghelbrecht \| 1 de octubre de 1992 \| Watersley International (2019) \| \| \| Lucie Lahaye \| 21 de novembre de 1997 \| \| \| \| Célia Le Mouel \| 20 de juliol de 2000 \| Breizh Ladies (2019) \| \| \| Manon Minaud \| 21 de octubre de 1998 \| Elles Pays de la Loire (2018) \| \| \| Marine Quiniou \| 26 de agost de 1993 \| Breizh Ladies (2018) \| \| \| Balladyne Tritsch \| 6 de maig de 1995 \| \| \| \| \| \| \| \| \| Font: UCI \| \| \| \| |                        |                                           |  |
| Llista de l'equip 2020 |                        |                                           |  |
| Ciclista | Data de naixement      | Equip previ                               |  |
| Noémie Abgrall | 1 de desembre de 1999  | Breizh Ladies (2018)                      |  |
| Alice Cobb | 31 de juliol de 1995   | Tibco-Silicon Valley Bank (2019)          |  |
| Alice Coutinho | 13 de setembre de 2000 | Bio Frais (2019)                          |  |
| Coralie Demay | 10 de octubre de 1992  | FDJ-Nouvelle Aquitaine-Futuroscope (2019) |  |
| Séverine Eraud | 24 de febrer de 1995   | Doltcini-Van Eyck Sport (2019)            |  |
| India Grangier | 5 de gener de 2000     |                                           |  |
| Sarah Inghelbrecht | 1 de octubre de 1992   | Watersley International (2019)            |  |
| Lucie Lahaye | 21 de novembre de 1997 |                                           |  |
| Célia Le Mouel | 20 de juliol de 2000   | Breizh Ladies (2019)                      |  |
| Manon Minaud | 21 de octubre de 1998  | Elles Pays de la Loire (2018)             |  |
| Marine Quiniou | 26 de agost de 1993    | Breizh Ladies (2018)                      |  |
| Balladyne Tritsch | 6 de maig de 1995      |                                           |  |
| |                        |                                           |  |
| Font: UCI |                        |                                           |  |

| \| Llista de l'equip 2019 \| Llista de l'equip 2019 \| Llista de l'equip 2019 \| Llista de l'equip 2019 \| \| Ciclista \| Data de naixement \| Equip previ \| \| \| ---------------------- \| ---------------------- \| ----------------------------- \| ---------------------- \| \| Noémie Abgrall \| 1 de desembre de 1999 \| Breizh Ladies (2018) \| \| \| Pauline Allin \| 2 de maig de 1995 \| SAS-Macogep (2017) \| \| \| India Grangier \| 5 de gener de 2000 \| \| \| \| Lucie Lahaye \| 21 de novembre de 1997 \| \| \| \| Manon Minaud \| 21 de octubre de 1998 \| Elles Pays de la Loire (2018) \| \| \| Anaïs Morichon \| 6 de octubre de 1999 \| \| \| \| Marine Quiniou \| 26 de agost de 1993 \| Breizh Ladies (2018) \| \| \| Iris Sachet \| 29 de maig de 1994 \| SAS-Macogep (2017) \| \| \| Gladys Verhulst \| 2 de gener de 1997 \| Léopard Normandie (2018) \| \| \| \| \| \| \| \| Font: UCI \| \| \| \| |                        |                               |  |
| Llista de l'equip 2019 |                        |                               |  |
| Ciclista | Data de naixement      | Equip previ                   |  |
| Noémie Abgrall | 1 de desembre de 1999  | Breizh Ladies (2018)          |  |
| Pauline Allin | 2 de maig de 1995      | SAS-Macogep (2017)            |  |
| India Grangier | 5 de gener de 2000     |                               |  |
| Lucie Lahaye | 21 de novembre de 1997 |                               |  |
| Manon Minaud | 21 de octubre de 1998  | Elles Pays de la Loire (2018) |  |
| Anaïs Morichon | 6 de octubre de 1999   |                               |  |
| Marine Quiniou | 26 de agost de 1993    | Breizh Ladies (2018)          |  |
| Iris Sachet | 29 de maig de 1994     | SAS-Macogep (2017)            |  |
| Gladys Verhulst | 2 de gener de 1997     | Léopard Normandie (2018)      |  |
| |                        |                               |  |
| Font: UCI |                        |                               |  |